# Luisa Spinatelli
Luisa Spinatelli (Milano, 1941) è una scenografa e costumista italiana, attiva nei maggiori teatri d’opera e di balletto internazionali. Ha collaborato con registi, coreografi e compagnie teatrali di fama mondiale, distinguendosi per uno stile scenico raffinato, riconosciuto come espressione di equilibrio tra eleganza visiva e funzione drammaturgica.

## Carriera
Spinatelli si è formata in un contesto artistico vivace, entrando presto in contatto con il mondo del teatro e della lirica. La sua carriera ha avuto inizio negli anni Sessanta, con incarichi di scenografia e costumistica che l'hanno portata a lavorare nei più prestigiosi teatri italiani e stranieri.
Nel corso della sua carriera ha collaborato con il Teatro alla Scala, il Teatro dell'Opera di Roma, la Staatsoper di Vienna, il Teatro Bol'šoj di Mosca, il Théâtre du Châtelet di Parigi, il Teatro San Carlo di Napoli, il Liceu di Barcellona, la Fenice di Venezia e altri importanti enti lirici europei.
Luisa Spinatelli ha lavorato con celebri registi teatrali come Giorgio Strehler, Peter Stein, Luca Ronconi, Pier Luigi Pizzi, e con coreografi del calibro di Rudol'f Nureev, Roland Petit e Maurice Béjart.
Tra le sue produzioni più note si annoverano La Bayadère per il Balletto dell'Opéra di Parigi con la coreografia di Nureev, Don Giovanni per il Teatro alla Scala, La traviata, Turandot, Aida e numerose altre opere liriche e balletti, curate nei minimi dettagli scenografici e costumistici.
Nel corso della sua carriera ha instaurato un lungo rapporto professionale con il Piccolo Teatro di Milano, dove ha contribuito alla rinnovata estetica di molte messinscene.

## Stile
La poetica di Luisa Spinatelli si fonda sull’equilibrio tra funzione narrativa e impatto visivo. Le sue scenografie sono state spesso descritte come "quadri in movimento", in cui ogni elemento contribuisce a costruire l’atmosfera drammatica dell’opera. La scenografia non è mai accessoria, ma parte integrante del racconto teatrale.
Ha dichiarato in un’intervista che per lei la scenografia è "una partitura parallela a quella musicale", e i costumi sono "come una seconda pelle dei personaggi, un elemento drammatico e narrativo, non soltanto estetico".

## Riconoscimenti
- Nel 1990 le è stato conferito il Premio Quadrivio.[7]
- Nel 2005 ha ricevuto l'Akiko Tachibana Prize.[8]
- Nel 2021 ha ricevuto il premio Positano premia la danza.[9]
- Nel 2022 è stata insignita del titolo di Maestro d’Arte e Mestiere dalla Fondazione Cologni dei Mestieri d’Arte, riconoscimento che premia le eccellenze italiane nel campo dell’artigianato artistico e delle arti applicate.[2]
- Nel 2023 le è stato assegnato il Premio Scene e Costumi per la Danza.[10]